# Doppelbelastung
Eine Doppelbelastung entsteht, wenn gleiche Einkünfte mehrfach besteuert werden. Hierbei wird zwischen rechtlicher und faktischer Doppelbelastung unterschieden.
Steuerliche Doppelbelastungen sind nur für Sachverhalte auf rein nationaler Ebene möglich.
Mehrfachbesteuerungen, die aus grenzüberschreitenden Sachverhalten resultieren, werden demgegenüber als Doppelbesteuerung bezeichnet.

## Rechtliche Doppelbelastung
Rechtliche Doppelbelastung bezeichnet die zweifache Besteuerung der gleichen Einkünfte beim gleichen Steuerpflichtigen, beispielsweise die Belastung der Gewerbeeinkünfte von Kapitalgesellschaften mit Gewerbesteuer und Körperschaftsteuer.

## Faktische Doppelbelastung
Faktische Doppelbelastung bezeichnet die Besteuerung gleicher Einkünfte bei unterschiedlichen Steuerpflichtigen.

### Körperschaftssteuer
Ein Beispiel ist das Klassische System in der Körperschaftsteuer. Hier werden die Einkünfte der Körperschaft (z. B. einer Aktiengesellschaft) sowohl auf Ebene der Körperschaft als auch auf Ebene der Anteilseigner besteuert, rechtlich handelt es sich aber um zwei verschiedene Steuersubjekte. 
Bis zu seiner Abschaffung unter Finanzminister Hans Eichel im Jahr 2000 wurde diese Doppelbelastung über das Anrechnungsverfahren verhindert. Seit 2000 wird mit dem damals eingeführten Halbeinkünfteverfahren diese Doppelbelastung in Deutschland zumindest abgemildert. Für private Kapitalerträge wurde das Halbeinkünfteverfahren ab 2009 im Zuge der Unternehmensteuerreform 2008 durch eine Abgeltungsteuer bzw. durch das Teileinkünfteverfahren ersetzt, womit Ausschüttungen von Kapitalgesellschaften an natürliche Personen seitdem einer Doppelbelastung (wenn auch mit verminderten Steuersätzen) unterliegen.

### Gewerbesteuer
Im Bereich der Gewerbesteuer verhindert das Schachtelprivileg die Mehrfachbelastung bei Beteiligungen.

### Erbschaftsteuer
Im Bereich der Erbschaftsteuer entsteht eine Doppelbelastung aus der Nichtberücksichtigung der latenten Steuer. Bestehen beim Erblasser noch steuerliche Sachverhalte, die zu einer (Einkommen-)Steuerpflicht führen, ohne dass zum Todeszeitpunkt ein gültiger Steuerbescheid besteht, so muss der Erbe diese latenten Steuern (nach Erlass des Bescheides) zahlen, er kann sie aber nicht als Nachlassverbindlichkeit vom geerbten Vermögen abziehen. Er muss also den Teil des Erbes, den er verwenden muss, um die Steuer zu zahlen, in der Erbschaftsteuer versteuern.
Vor der Einführung der Abgeltungsteuer im Rahmen der Unternehmensteuerreform 2008 war dies ein seltener Fall. Beispielsweise traf dies auf Selbständige zu, die starben, bevor sie ihre Einkommensteuererklärung abgegeben hatten. Seit 2009 ist die Zahl der Betroffenen deutlich höher, da durch die Versteuerung der Wertzuwächse sehr viele Geldanlagen mit latenten Steuern belastet sind. Ein Beispiel: Der Erblasser erwirbt eine Aktie zu 100 €. Zum Todeszeitpunkt liegt der Wert bei 200 €. Beim Verkauf muss er nun 28 € Abgeltungsteuer zahlen. Faktisch hat der Erbe also nur 172 € geerbt, muss aber 200 € der Erbschaftsteuer unterwerfen.

### Mehrwertsteuer
Bis zur Einführung der Mehrwertsteuer 1967 wurde in Deutschland der gesamte Kaufpreis der Umsatzsteuer unterworfen. Mit jeder Stufe zwischen Produktion und Kunde stieg daher die Steuerlast. Aus diesem Grund regelt die Mehrwertsteuer, dass nur der in der jeweiligen Stufe geschaffene Mehrwert der Steuer unterworfen wird. Erreicht wird dies durch die Möglichkeit des Vorsteuerabzugs für Vorprodukte. Damit besteht heute keine Doppelbelastung mehr.